# Crainfeld
Crainfeld ist ein Ortsteil der Gemeinde Grebenhain im mittelhessischen Vogelsbergkreis.

## Geografie

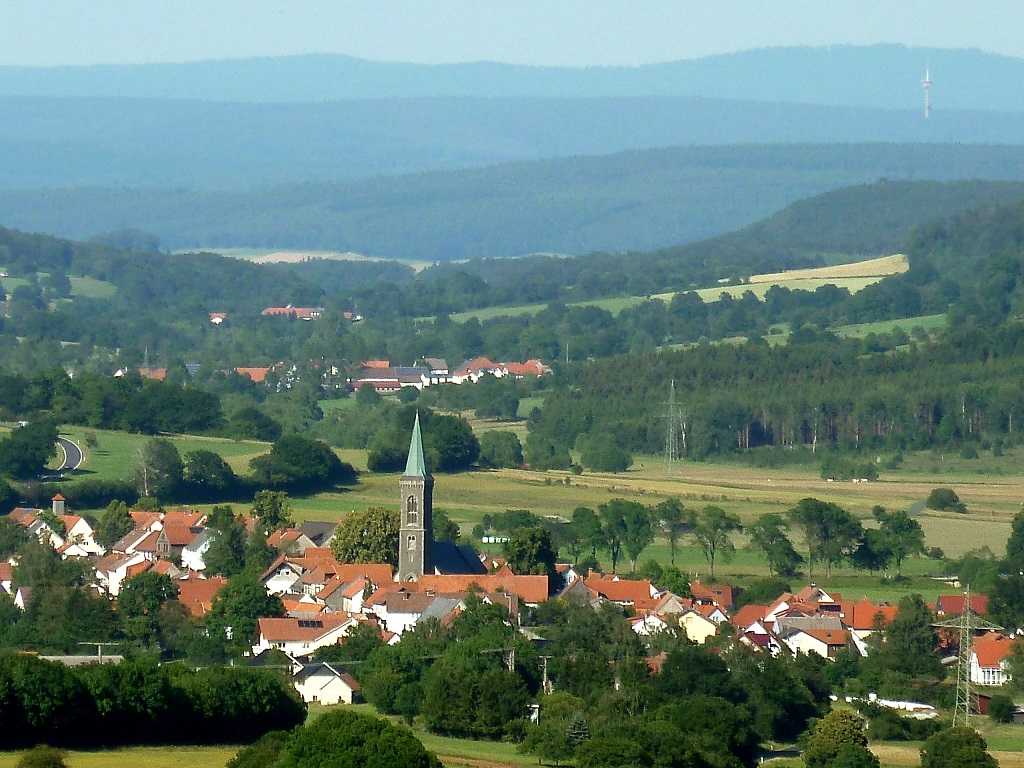
Blick vom Maienberg auf Crainfeld

Crainfeld liegt am südöstlichen Rand des Hohen Vogelsberges in einer Höhe von 442 m ü. NN. Die Gemarkung von Crainfeld hat eine Größe von 1005 ha und erstreckt sich über eine Höhe von 435 bis 510 m über NN. Von ihr sind 708 ha landwirtschaftlich genutzte Fläche, 196 ha Waldfläche sowie 101 ha Siedlungs- und Verkehrsfläche. Das Dorf Crainfeld befindet sich auf einer leichten Anhöhe oberhalb der Lüder, die östlich des Ortes vorbeifließt und nach 40 km bei Lüdermünd im benachbarten Landkreis Fulda in die Fulda mündet.

## Klima
Die klimatischen Begebenheiten sind, wie im gesamten Vogelsberggebiet, recht rau. Mit durchschnittlicher Jahrestemperatur von 6 °C und Niederschlägen von rund 1.000 mm pro Jahr ist die landwirtschaftliche Nutzungsperiode relativ kurz. Die durchschnittliche Temperatur von Mai bis Juli erreicht 14,5 °C, Spätfrost kann bis Ende Mai auftreten. Daher wird der hohe Vogelsberg im Volksmund gelegentlich als Hessisch-Sibirien bezeichnet. Aufgrund seiner exponierten Lage ist Crainfeld in besonderem Maße Kaltluft und Wind ausgesetzt.

## Geschichte

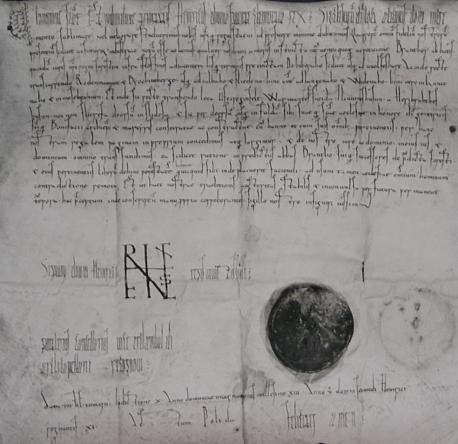
Ersterwähnungsurkunde vom 29. Dezember 1012

### Ortsgeschichte

#### Mittelalter
Der Ort liegt an einem frühmittelalterlichen Höhenweg Herchenhain-Crainfeld-Steinfurt-Schlechtenwegen-Blankenau-Fulda.
Der Ortsname wird in der Ortsnamenforschung als „Krähenfeld“ gedeutet.
Crainfeld dürfte bereits um 800 im Zusammenhang mit den beginnenden Rodungen und dem Landesausbau im Vogelsberggebiet während des hohen Mittelalters entstanden sein. Es gehörte als Gerichtsort zum Besitz des Klosters Fulda in der Wetterau, der von den Grafen von Nidda als seinen Vögten verwaltet wurde. Nach dem Erlöschen des Niddaer Grafenhauses 1206 kam es an die Grafen von Ziegenhain und mit deren Aussterben 1450 an die Landgrafen von Hessen. In althessischer Zeit war Crainfeld Sitz des gleichnamigen Gerichts, das aus den Gemeinden Crainfeld, Grebenhain, Bermuthshain und Ilbeshausen bestand und zum Amt Nidda gehörte. Das Gericht Crainfeld wird erstmals 1311 in einem Ehevertrag des Grafen Johann von Ziegenhain genannt. Nach den verschiedenen hessischen Landesteilungen im 16. Jahrhundert kam es 1604 zur Landgrafschaft Hessen-Darmstadt.
Eine im Codex Eberhardi überlieferte Notiz, die im Original auf die Zeit um 800 bis 900 datiert wird, nennt einen Cancher de Creienvelt, der seine Güter in der Mark des Ortes Rodheim an der Horloff in der Wetterau der Abtei Fulda schenkte. Im Jahr 900 überließ Graf Stephan den Ort Soden mit beschriebenem Bezirk gegen den Ort Crichesfeld.
Laut Codex Eberhardi wurde, auf 1020 datiert, die Pfarrei Crainfeld eingerichtet und die erste dem heiligen Ulrich geweihte Kirche erbaut.
Das älteste bekannte im Original erhaltene Schriftstück, in dem Crainfeld erwähnt wird, ist eine Urkunde vom 29. Dezember 1012, in der König Heinrich II. der Abtei Fulda den Forst Zundernhart schenkt. Neben ufe Creginfelt (Crainfeld) werden in dieser Schenkungsurkunde unter anderem Iliuuineshusun (Ilbeshausen), Warmuntessneida (Bermuthshain), Widenaho (Weidenau) und Calbaho (Kalbach) als Grenzpunkte des geschenkten Gebietes genannt.
Im Spätmittelalter wurde das Gericht Crainfeld wiederholt von den Äbten des Klosters Fulda verpfändet, so 1332 an die Ritter von Fischborn, 1399 an die Riedesel zu Eisenbach, 1407 an die Herren von Merlau und von 1441 bis 1451 erneut an die Riedesel. Gemäß einem zwischen Landgraf Wilhelm II. von Hessen und dem Gericht Crainfeld 1493 geschlossenen Abkommen hatten die Männer der Dörfer Kreyenfelt und Bernhartsheim jährlich 100 Viertel Hafer aus dem Amt Nidda auf das Marburger Schloss zu führen.
1542 wurde zwischen der Landgrafschaft Hessen und den Herren Riedesel zu Eisenbach ein Vertrag über die Festlegung der Grenzen zwischen dem hessischen Gericht Crainfeld und dem riedeselischen Gericht Moos geschlossen, um die ständigen gegenseitigen Grenzstreitigkeiten zu beenden. In zwei Verzeichnissen von Personen, die ein Furstgelt (Abgabe für Bau- und Brennholz) entrichteten, werden 1549 alle insgesamt 25 zahlungspflichtigen Personen aus Crainfeld genannt, das damals 51 Hausvorstände zählt. Dies ist die erste Nennung einer größeren Zahl von Familiennamen in Crainfeld. Das 1556 folgende Salbuch des Amtes Nidda nennt dann alle Hausvorstände und enthält außerdem die älteste erhaltene Grenzbeschreibung des Gerichts Crainfeld.
Um 1580 bis 1590 wurde erstmals eine Schule in Crainfeld eingerichtet, die zunächst auch die Kinder aus den benachbarten Gerichtsdörfern besuchten, bevor dort eigene Schulen entstanden.
Während des Dreißigjährigen Krieges zogen die Truppen des Herzogs Christian von Braunschweig auf ihrem Weg zur Pfalz am 1. Juni 1622 durch das Gericht Crainfeld und plünderten es vollständig aus. Ein von dem Grafen Wolfgang Ernst I. von Isenburg-Büdingen kommandiertes Reiterregiment brannte Crainfeld fast vollständig nieder. 25 Einwohner des Ortes wurden ermordet und 114 Häuser, Scheunen und Ställe ein Raub der Flammen. Zu den zerstörten Gebäuden gehörten auch die Kirche, das Pfarrhaus mit allen Kirchendokumenten, das Amtshaus des Schultheißen (Edelhof), das Forsthaus sowie das Schulhaus. Nur acht Gebäude blieben erhalten. Der Gesamtschaden in Crainfeld, wie er im 1625 entstandenen Kriegsschadensverzeichnis des Oberfürstentums Hessen festgestellt wurde, betrug 20532 Reichstaler. In diesem Kriegsschadensverzeichnis werden erstmals auch drei jüdische Einwohner erwähnt. Der Wiederaufbau von Crainfeld und der Kirche begann bald nach 1622 und war bis etwa 1630 abgeschlossen. Im weiteren Verlauf des Dreißigjährigen Krieges wurde das Gericht wiederholt von Durchzügen, Einquartierungen und Plünderungen verschiedener Armeen und Truppen stark heimgesucht und verarmte völlig. Auf Veranlassung des Landgrafen erfolgte die Aufstellung von Schutzwachen (Salvaguardien) gegen die wiederholten Plünderungen. Dorf und Gericht waren nach Kriegsende vollständig verarmt, die wirtschaftliche Erholung dauerte mehrere Jahrzehnte.
Am 9. Juli 1652 erteilte Landgraf Georg II. von Hessen-Darmstadt auf Gesuch sämtlicher Orte des Gerichts Crainfeld dem Gerichtsort Crainfeld das Recht zur Abhaltung eines freien Marktes an Johannis Enthauptung (29. August) als Krämer- und Viehmarkt. Der Crainfelder Herbstmarkt wurde noch bis zum Jahr 1973 abgehalten.
1685 wurde der Edelhof als Wohn- und Amtshaus der landgräflichen Oberschultheißenfamilie Ellenberger anstelle eines älteren Vorgängergebäudes neu erbaut. Das prächtige Fachwerkhaus ist bis heute erhalten und ein Wahrzeichen von Crainfeld.
Während des Siebenjährigen Krieges (1756–1763) lagerten abwechselnd französische und alliierte Truppen im Gericht Crainfeld und erzwangen umfangreiche „Fouragierungen“. 1759 vertrieben braunschweigische Truppen die Franzosen gewaltsam aus Crainfeld, wobei ein französischer Soldat getötet wurde. Im Sommer 1762 fand bei Crainfeld und Grebenhain ein größeres Gefecht statt, bei dem die Franzosen geschlagen wurden.
Nach dem Inkrafttreten der neuen hessischen Gemeindeordnung 1821 wurde die aus dem Mittelalter überkommene Gerichtsorganisation abgeschafft und das Gericht Crainfeld aufgelöst. An die Stelle des bisherigen Schultheißen trat ein gewählter Bürgermeister. Aus dem Gerichtsort wurde eine gewöhnliche Landgemeinde. 1832 wurde Crainfeld in den Kreis Nidda eingegliedert, 1848 in den Regierungsbezirk Nidda. Ab 1852 gehörte es zum Landkreis Lauterbach.
Die Statistisch-topographisch-historische Beschreibung des Großherzogthums Hessen berichtet 1830 über Crainfeld:

„Crainfeld (L. Bez. Schotten) evangel. Pfarrdorf; liegt im Vogelsberg, 3 3⁄4 St. von Schotten, 1742 Hess. (1340 Par.) Fuß über der Meeresfläche, hat 88 Häuser, 499 Einw., die außer 36 Juden evangelisch sind, 1 Kirche, 2 Mahlmühlen und 2 Viehmärkte, die nicht unbedeutend sind. In der Nähe lagen die Orte Kulhayn und Hirschrode. – Im Jahr 900 ertauschte ein Graf Stephan von der Abtei Fuld einen Ort der Creichesfelt und Criechesfelt genannt wurde. Insofern die Annahme richtig steht, daß unter diesem Orte Crainfeld verstanden wird, so wäre dieses die älteste Nachricht. Sicherer ist eine Nachricht vom Jahr 1013. Die Kirche wurde 1020 von dem Mainzer Erzbischof Erkanbald zu Ehren des heil. Udalrich, eingeweiht, und mit einer Hube in Burchartesrode und mit dem Zehnten in Savigereshusen (Burkhards und Schwickartshausen) begabt.“

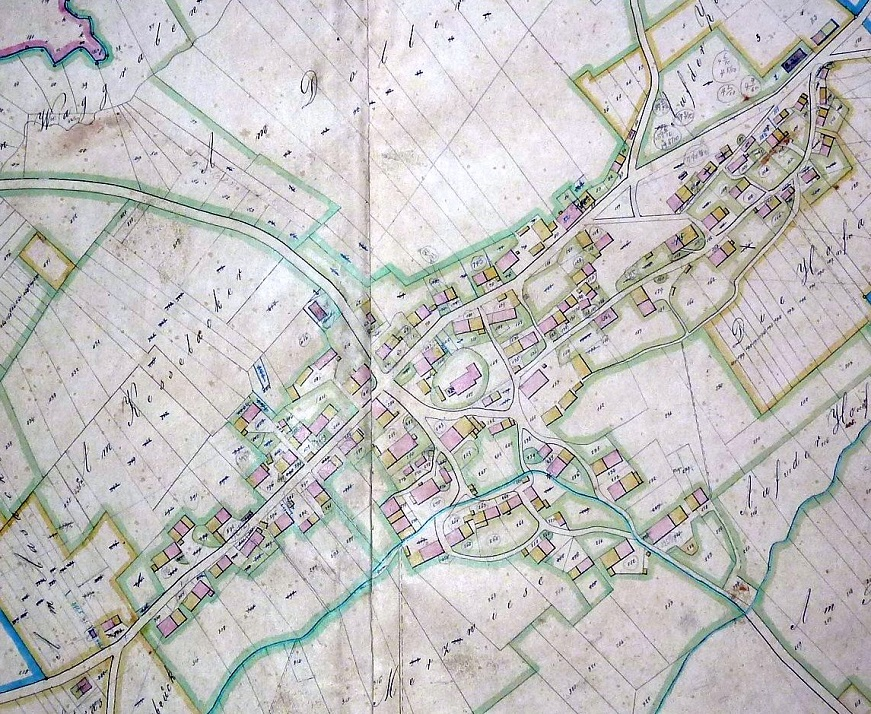
Parzellhandriss von 1832

Nach dem Neubau der hessischen Staatsstraße zwischen Lauterbach und Gedern in den Jahren 1831 bis 1857 büßte Crainfeld seine Rolle als Verkehrsmittelpunkt der Region ein und verlor allmählich an Bedeutung zugunsten des benachbarten Grebenhain, von dem es dann im Verlauf des 20. Jahrhunderts sowohl in Bezug auf die Einwohnerzahlen als auch die gewerblichen Betriebe überflügelt wurde. Dieser Prozess beschleunigte sich nach dem Bau der Nebenbahn Lauterbach-Gedern-Stockheim, die 1906 vollendet wurde, und dem Bau der Luftmunitionsanstalt Hartmannshain im Oberwald bei Grebenhain 1936, deren Gelände nach 1945 für Industrieansiedlungen genutzt wurde. An der Vogelsbergbahn erhielt Crainfeld 1901 einen gemeinsamen Bahnhof mit Grebenhain und 1906 eine Haltestelle in unmittelbarer Ortsnähe. Die Nebenbahnstrecke blieb bis 1975 für den Personenverkehr in Betrieb. Der Abbau der Gleisanlagen erfolgte 1997.
Durch den Zusammenbruch der bäuerlichen Hausweberei und die überwiegend kleinbäuerliche Landwirtschaft war Crainfeld im 19. Jahrhundert teilweise von großer Armut geprägt. Bis in die 1890er Jahre wanderten mindestens 32 Crainfelder, zum Teil mit ihren Familien, in die USA oderach Brasilien aus.
Von 1859 bis 1861 erfolgten der Neubau des neuen 42 m hohen Kirchturms, der bis heute das Orts- und Landschaftsbild prägt, und eine Renovierung der Kirche. 1842 wurde die erste Synagoge eingerichtet und 1885 an gleicher Stelle ein neues Synagogengebäude erbaut.
Unter Bürgermeister Heinrich Schmalbach, von 1884 bis 1886 und von 1896 bis 1909 Abgeordneter im hessischen Landtag, wurde 1895 die Crainfelder Wasserleitung als erste ihrer Art im hohen Vogelsberg angelegt. In seiner Amtszeit erfolgte auch im Jahr 1907 der Neubau des Schulhauses und 1909 die Anlage einer Straßenbeleuchtung. 1922 wurde Crainfeld an das Stromnetz des oberhessischen Überlandwerks angeschlossen. 1925 begann die erste Flurbereinigung. Zwischen 1919 und 1928 bestand in Crainfeld zeitweise auch eine private Realschule.
Im Ersten Weltkrieg hatte Crainfeld 16 Gefallene zu beklagen.
Ende der 1880er Jahre gewann auch in Crainfeld, wie nahezu im gesamten Vogelsberg, die antisemitische Bewegung an Einfluss. Gelegentlich kam es zu Konflikten zwischen der christlichen Bevölkerungsmehrheit und der in der zweiten Hälfte des 19. Jahrhunderts stark angewachsenen jüdischen Gemeinde, die damals ein Fünftel der Ortsbevölkerung umfasste. Nach dem Ersten Weltkrieg dominierte bei den Wahlen zunächst der Hessische Bauernbund, bevor sich auch hier die NSDAP durchsetzte. 1932 wurde eine NSDAP-Ortsgruppe Crainfeld gegründet. Nach 1933 verschlechterten sich zunehmend die Lebensbedingungen für die ortsansässigen jüdischen Familien, die dann bis Ende 1938 alle ihren Heimatort verließen. Insgesamt 25 in Crainfeld geborene Juden wurden im Holocaust ermordet.
Im Zweiten Weltkrieg fielen 23 gebürtige Crainfelder als Soldaten. Die während oder nach dem Krieg nach Bermuthshain gekommenen Evakuierten und Heimatvertriebenen verloren 9 Angehörige als Gefallene.
Nach dem Zweiten Weltkrieg wurde 1948 ein neuer Hochbehälter für das inzwischen überlastete Wasserleitungsnetz errichtet. 1950 erfolgte die Errichtung einer Leichenhalle auf dem evangelischen Friedhof, 1952 die des Feuerwehrhauses der Freiwilligen Feuerwehr (1967 erweitert). 1954 wurden die Ortsstraßen asphaltiert und mit einer Kanalisation versehen, 1959 wurde die Wasserleitung komplett erneuert. 1964 wurde am ehemaligen Standort des alten Crainfelder Brauhauses das Kassengebäude der heutigen Volksbank Grebenhain erbaut. Noch vor dem Verlust der kommunalen Selbstständigkeit begann 1971 der Umbau des bisherigen Schulhauses zum Dorfgemeinschaftshaus.
Die zweiklassige Volksschule im Ort wurde im Jahr 1969 infolge der Schulreform in Hessen zugunsten der neuen Mittelpunktschule (Oberwaldschule) im benachbarten Grebenhain geschlossen.

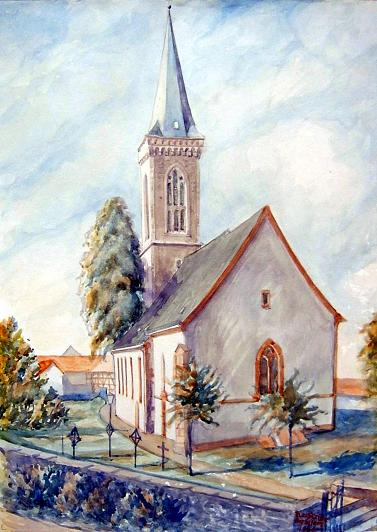
Die Crainfelder Kirche, gemalt 1966

Crainfeld in der Großgemeinde Grebenhain
Im Zuge der Gebietsreform in Hessen fusionierte die Gemeinde Crainfeld mit zehn benachbarten Gemeinden freiwillig zum 31. Dezember 1971 zur neugebildeten Großgemeinde Grebenhain. Seit dem 1. August 1972 gehört der Ort außerdem zum damals neugebildeten Vogelsbergkreis. Für die eingegliederten Gemeinden von Grebenhain wurde je ein Ortsbezirk mit Ortsbeirat und Ortsvorsteher nach der Hessischen Gemeindeordnung gebildet.
Als erster Ortsteil der Großgemeinde Grebenhain wurde Crainfeld in das Dorferneuerungsprogramm des Landes Hessen aufgenommen. Die Fördermaßnahmen erstreckten sich auf den Zeitraum 1983 bis 1991. Seit Anfang der 1990er Jahre entstand östlich des historischen Ortskerns ein Neubaugebiet. Ein weiteres Neubaugebiet auf der Westseite wird gegenwärtig erschlossen. Anstelle der traditionellen Pfingstkirmes findet seit 1985 am letzten Wochenende im April die Lüderkirmes statt.
Im Jahr 1995 entstand der Windpark auf dem Maienberg mit einer Gesamtnennleistung von 2,4 MW.
Die 1000-Jahr-Feier der Gründung der Pfarrei Crainfeld und der urkundlichen Ersterwähnung des Ortes fand am 12. Juni 2011 statt.

### Wüstungen
In der Gemarkung von Crainfeld existieren fünf Wüstungen, bei denen es sich um im späten Mittelalter aufgegebene Siedlungen handelt.
Die Wüstung Hirschrod liegt am rechten Ufer der Lüder an der Gemarkungsgrenze zu Bannerod. Sie wird erstmals im Salbuch des Amtes Nidda von 1556 erwähnt, wo ein Mühl-Wasserfall zu Hirßrode aufgeführt wird. Hierbei dürfte es sich um einen Vorgängerbau der an dieser Stelle noch bis 1881 existierenden Heckenmühle handeln, während der Ort selbst zu dieser Zeit schon nicht mehr existierte. Genau gegenüber von Hirschrod lag auf dem linken Ufer der Lüder der Nickelshof, nachweisbar durch die gleichnamige Flurbezeichnung, bei dem es sich vermutlich um einen Einzelhof an der linken Nidderstraße gehandelt hat.
Südöstlich von Crainfeld lag in der Nähe des Nieder-Mooser Teiches der aus acht Höfen bestehende Ort Kuhlhain. Er wird ebenfalls im Salbuch von 1556 das erste Mal erwähnt und bereits hier als Wüstung bezeichnet. Die acht Güter waren sämtlich im Besitz von Crainfeldern, bei denen es sich möglicherweise um Nachfahren der Einwohner Kuhlhains gehandelt hat.
Nördlich von Crainfeld existiert rechts der Lüder die Flur In der Lanzenhain, die bis 1935 ein Anhängsel der Gemarkung Nieder-Moos bildete. Bereits in einem riedeselischen Lehenbrief von 1447 wird dieser Flurname erwähnt, dem zufolge sich Mitte des 15. Jahrhunderts bereits nur noch verwildertes Ackerland an dieser Stelle befand. Ein nicht mehr bestehender Ort Lanzenhain wird außerdem im riedeselischen Zinsregister für das Gericht Moos von 1553 genannt.
Ein weiterer im Mittelalter aufgegebener Ort lag wahrscheinlich an der Grenze der Gemarkungen Crainfeld, Ober-Moos und Bermuthshain, die Wüstung Rodenbach. An dieser Stelle wurde im 19. Jahrhundert der Rothenbach-Teich angelegt.

### Verwaltungsgeschichte im Überblick
Die folgende Liste zeigt die Staaten und Verwaltungseinheiten, denen Crainfeld angehört(e):
- Vor 1450: Heiliges Römisches Reich, Grafschaft Ziegenhain, Amt Nidda
- 1450–1495: Erbstreit zwischen der Landgrafschaft Hessen und den Grafen von Hohenlohe
- ab 1450: Heiliges Römisches Reich, Landgrafschaft Hessen, Amt Nidda[12]
- ab 1567: Heiliges Römisches Reich, Landgrafschaft Hessen-Marburg, Amt Nidda[13]
- 1604–1648: Heiliges Römisches Reich, strittig zwischen Landgrafschaft Hessen-Darmstadt und Landgrafschaft Hessen-Kassel (Hessenkrieg)
- ab 1604: Heiliges Römisches Reich, Landgrafschaft Hessen-Darmstadt, Oberfürstentum Hessen, Amt Nidda[14]
- 1787: Heiliges Römisches Reich, Landgrafschaft Hessen-Darmstadt, Oberfürstentum Hessen, Amt Nidda und Lißberg[15]
- ab 1806: Großherzogtum Hessen,[Anm. 2] Fürstentum Ober-Hessen, Amt Lißberg[16][17]
- ab 1815: Großherzogtum Hessen, Provinz Oberhessen, Amt Lißberg[18]
- ab 1821: Großherzogtum Hessen, Provinz Oberhessen, Landratsbezirk Schotten[19][Anm. 3]
- ab 1832: Großherzogtum Hessen, Provinz Oberhessen, Kreis Nidda
- ab 1848: Großherzogtum Hessen, Regierungsbezirk Nidda
- ab 1852: Großherzogtum Hessen, Provinz Oberhessen, Kreis Lauterbach
- ab 1867: Norddeutscher Bund, Großherzogtum Hessen, Provinz Oberhessen, Kreis Lauterbach
- ab 1871: Deutsches Reich, Großherzogtum Hessen, Provinz Oberhessen, Kreis Lauterbach
- ab 1918: Deutsches Reich, Volksstaat Hessen, Provinz Oberhessen, Kreis Lauterbach
- ab 1938: Deutsches Reich, Volksstaat Hessen, Landkreis Lauterbach
- ab 1945: Deutsches Reich, Amerikanische Besatzungszone,[Anm. 4] Groß-Hessen, Regierungsbezirk Darmstadt, Landkreis Lauterbach
- ab 1946: Deutsches Reich, Amerikanische Besatzungszone, Hessen, Regierungsbezirk Darmstadt, Landkreis Lauterbach
- ab 1949: Bundesrepublik Deutschland, Hessen, Regierungsbezirk Darmstadt, Landkreis Lauterbach
- ab 1972: Bundesrepublik Deutschland, Hessen, Regierungsbezirk Darmstadt, Vogelsbergkreis, Gemeinde Grebenhain
- ab 1981: Bundesrepublik Deutschland, Hessen, Regierungsbezirk Gießen, Vogelsbergkreis, Gemeinde Grebenhain

### Gerichte seit 1803
In der Landgrafschaft Hessen-Darmstadt wurde mit Ausführungsverordnung vom 9. Dezember 1803 das Gerichtswesen neu organisiert. Für die Provinz Oberhessen wurde das Hofgericht Gießen als Gericht der zweiten Instanz eingerichtet. Die Rechtsprechung der ersten Instanz wurde durch die Ämter bzw. Standesherren vorgenommen und somit war für Crainfeld das Amt Lißberg zuständig. Das Hofgericht war für normale bürgerliche Streitsachen Gericht der zweiten Instanz, für standesherrliche Familienrechtssachen und Kriminalfälle die erste Instanz. Die zweite Instanz für die Patrimonialgerichte waren die standesherrlichen Justizkanzleien. Übergeordnet war das Oberappellationsgericht Darmstadt.
Im Großherzogtum Hessen wurden die Aufgaben der ersten Instanz 1821–1822 im Rahmen der Trennung von Rechtsprechung und Verwaltung auf die neu geschaffenen Land- bzw. Stadtgerichte übertragen. Crainfeld fiel in den Gerichtsbezirk des „Landgerichts Schotten“. Mit Wirkung vom 1. Mai 1849 wurde Crainfeld dem Landgericht Altenschlirf zugeteilt. 1854 wurde der Sitz des Landgerichts nach Herbstein verlegt.
Anlässlich der Einführung des Gerichtsverfassungsgesetzes mit Wirkung vom 1. Oktober 1879, infolge derer die bisherigen großherzoglich hessischen Landgerichte durch Amtsgerichte an gleicher Stelle ersetzt wurden, während die neu geschaffenen Landgerichte nun als Obergerichte fungierten, kam es zur Umbenennung in „Amtsgericht Herbstein“ und Zuteilung zum Bezirk des Landgerichts Gießen. Am 1. Juli 1957 verlor das Amtsgericht Herbstein seine Selbständigkeit und wurde endgültig – nachdem es dies schon zu Ende des Zweiten Weltkrieges war – zur Zweigstelle des Amtsgerichts Lauterbach. Am 1. Juli 1968 wurde diese Zweigstelle aufgehoben.
Am 1. Januar 2005 wurde das Amtsgericht Lauterbach als Vollgericht aufgehoben und zur Zweigstelle des Amtsgerichts Alsfeld herabgestuft. Zum 1. Januar 2012 wurde auch diese Zweigstelle geschlossen.

## Bevölkerung

### Einwohnerstruktur 2011
Nach den Erhebungen des Zensus 2011 lebten am Stichtag dem 9. Mai 2011 in Crainfeld 402 Einwohner. Darunter waren keine Ausländer. Nach dem Lebensalter waren 75 Einwohner unter 18 Jahren, 162 zwischen 18 und 49, 81 zwischen 50 und 64 und 84 Einwohner waren älter. Die Einwohner lebten in 171 Haushalten. Davon waren 51 Singlehaushalte, 36 Paare ohne Kinder und 63 Paare mit Kindern, sowie 18 Alleinerziehende und keine Wohngemeinschaften. In 30 Haushalten lebten ausschließlich Senioren und in 108 Haushaltungen lebten keine Senioren.

### Einwohnerentwicklung
Im Februar 1586 ließ der Niddaer Rentmeister Caspar Ziegenmenger ein vollständiges Verzeichnis aller Leibeigenen im Amt Nidda, darunter auch im Gericht Crainfeld, anfertigen. In Crainfeld lebten demnach auf 50 Hofstellen insgesamt 164 leibeigene Personen, davon 93 Erwachsene und 71 Kinder.
| • 1806: | 416 Einwohner, 81 Häuser           |
| • 1829: | 499 Einwohner, 88 Häuser           |
| • 1867: | 535 Einwohner, 88 bewohnte Gebäude |
| • 1875: | 525 Einwohner, 89 bewohnte Gebäude |

| Crainfeld: Einwohnerzahlen von 1791 bis 2020 | Crainfeld: Einwohnerzahlen von 1791 bis 2020 | Crainfeld: Einwohnerzahlen von 1791 bis 2020 | Crainfeld: Einwohnerzahlen von 1791 bis 2020 | Crainfeld: Einwohnerzahlen von 1791 bis 2020 |
| --- | -------------------------------------------- | -------------------------------------------- | -------------------------------------------- | -------------------------------------------- |
| Jahr |                                              |                                              |                                              | Einwohner                                    |
| 1791 | 1791                                         |                                              | 428                                          | 428                                          |
| 1800 | 1800                                         |                                              | 408                                          | 408                                          |
| 1806 | 1806                                         |                                              | 416                                          | 416                                          |
| 1829 | 1829                                         |                                              | 499                                          | 499                                          |
| 1834 | 1834                                         |                                              | 539                                          | 539                                          |
| 1840 | 1840                                         |                                              | 559                                          | 559                                          |
| 1846 | 1846                                         |                                              | 588                                          | 588                                          |
| 1852 | 1852                                         |                                              | 555                                          | 555                                          |
| 1858 | 1858                                         |                                              | 557                                          | 557                                          |
| 1864 | 1864                                         |                                              | 519                                          | 519                                          |
| 1871 | 1871                                         |                                              | 519                                          | 519                                          |
| 1875 | 1875                                         |                                              | 525                                          | 525                                          |
| 1885 | 1885                                         |                                              | 499                                          | 499                                          |
| 1895 | 1895                                         |                                              | 496                                          | 496                                          |
| 1905 | 1905                                         |                                              | 505                                          | 505                                          |
| 1910 | 1910                                         |                                              | 482                                          | 482                                          |
| 1925 | 1925                                         |                                              | 443                                          | 443                                          |
| 1939 | 1939                                         |                                              | 446                                          | 446                                          |
| 1946 | 1946                                         |                                              | 708                                          | 708                                          |
| 1950 | 1950                                         |                                              | 676                                          | 676                                          |
| 1956 | 1956                                         |                                              | 524                                          | 524                                          |
| 1961 | 1961                                         |                                              | 496                                          | 496                                          |
| 1967 | 1967                                         |                                              | 463                                          | 463                                          |
| 1970 | 1970                                         |                                              | 451                                          | 451                                          |
| 1980 | 1980                                         |                                              | ?                                            | ?                                            |
| 1990 | 1990                                         |                                              | ?                                            | ?                                            |
| 2003 | 2003                                         |                                              | 413                                          | 413                                          |
| 2011 | 2011                                         |                                              | 402                                          | 402                                          |
| 2015 | 2015                                         |                                              | 402                                          | 402                                          |
| 2020 | 2020                                         |                                              | 402                                          | 402                                          |
| Datenquelle: Historisches Gemeindeverzeichnis für Hessen: Die Bevölkerung der Gemeinden 1834 bis 1967. Wiesbaden: Hessisches Statistisches Landesamt, 1968. Weitere Quellen: ; Zensus 2011 Gemeinde Grebenhain: aus webarchiv |                                              |                                              |                                              |                                              |

## Religion

### Evangelische Kirchengemeinde
Die Entstehung der Pfarrei Crainfeld kann bis auf die 1011 urkundlich erwähnte Gründung einer Kirche zu Creinfelt zurückgeführt werden. Während des Mittelalters war das Kirchspiel Crainfeld mit 16 Filialdörfern das flächengrößte im hohen Vogelsberg. 1524 wurden die im Gebiet der Freiherren von Riedesel zu Eisenbach gelegenen Dörfer um Nieder-Moos von der auf hessischem Gebiet stehenden Mutterkirche in Crainfeld abgetrennt. Fortan bestand die Pfarrei nur noch aus Crainfeld, Grebenhain, Crainfeld und Ilbeshausen. 1920 kam Vaitshain wieder hinzu, nachdem Ilbeshausen bereits 1728 als eigene Pfarrei abgetrennt worden war.
Am 14. November 1527 wurde der bisherige katholische Pfarrer von Crainfeld durch die hessische Superintendentur Alsfeld abgesetzt und durch einen evangelischen Geistlichen ersetzt, wodurch die Reformation im Kirchspiel Crainfeld eingeführt wurde. Rein evangelisch war Crainfeld jedoch nie, da bis 1938 eine zeitweise sehr bedeutende jüdische Gemeinde bestand und nach 1945 zahlreiche katholische Heimatvertriebene in das Dorf kamen.
Der evangelische Friedhof befand sich ursprünglich als Kirchhof  rund um die Pfarrkirche mitten im Ort. Erst 1825 wurde der heutige Friedhof am nördlichen Ortsrand angelegt.

### Jüdische Gemeinde

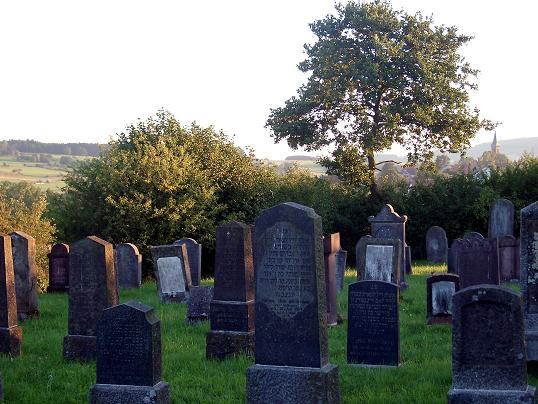
Jüdischer Friedhof bei Crainfeld

Erstmals werden in einem Kriegsschadensverzeichnis von 1625 drei jüdische Einwohner von Crainfeld erwähnt. 1886 hatte Crainfeld schließlich 118 Bürger jüdischen Glaubens bei einer Einwohnerzahl von 518. In der Folgezeit nahm ihre Zahl ab. Bei Beginn der NS-Diktatur wohnten noch 15 jüdische Familien in dem Dorf. Sie lebten überwiegend vom Viehhandel oder betrieben ein Ladengeschäft und trugen damit nicht unwesentlich zur wirtschaftlichen Bedeutung von Crainfeld für die nähere Umgebung bei.
Nachdem 1842 ein bestehendes Privathaus unweit des Edelhofes zu einer Synagoge umgebaut worden war, wurde im Jahr 1885 an gleicher Stelle eine eigene Synagoge neu erbaut. 1879 entstand eine Mikwe. Bereits seit Beginn des 19. Jahrhunderts existiert der jüdische Friedhof nordöstlich des Ortes.
Nach 1933 sahen sich die einheimischen jüdischen Familien immer stärker Repressalien durch lokale Nationalsozialisten sowie wirtschaftliche Boykottmaßnahmen ausgesetzt, so dass sie nach und nach den Ort verließen und insbesondere nach Frankfurt am Main abwanderten oder emigrierten. Während der Novemberpogrome 1938 wurden die Synagoge von SA-Männern verwüstet und die beiden noch verbliebenen Wohnhäuser jüdischer Familien geplündert. Daraufhin verließen die letzten jüdischen Einwohner Crainfeld. Die an einen nichtjüdischen Privatmann verkaufte Synagoge wurde 1951 abgerissen.
25 gebürtige jüdische Crainfelder oder im Ort ansässig gewesene jüdische Personen wurden im Holocaust ermordet.

### Konfessionsstatistik 1961
Im Jahr 1961 wurden bei 469 Einwohnern, 412 evangelische  (83,06 %) und 67 katholisch (13,51 %) Christen gezählt.

## Politik

### Ortsvorsteher
Ortsvorsteherin von Crainfeld ist Nicole Jäger (Stand 2021).

### Wappen
Blasonierung: „In rotem Schild ein silberner Sparren, begleitet von drei sechsstrahligen silbernen Sternen.“
Das Recht zur Führung eines Wappens wurde der ehemaligen Gemeinde Crainfeld im Landkreis Lauterbach am 23. Dezember 1952 durch den Hessischen Innenminister verliehen.
Gestaltet wurde es durch den Darmstädter Heraldiker Georg Massoth.
Das Wappen ist in den hessischen Landesfarben Rot-Weiß gehalten und geht auf den Genealogen Hermann Knodt, Oberpfarrer in Bad Nauheim, zurück und wurde erstmals 1912 auf dem Titelkopf der Geschichtsblätter für den Kreis Lauterbach verwendet. Historisches Vorbild war ein Wappensiegel des Gelnhäuser Patriziers Johann von Crainfeld von 1327. Der Ursprung dieser Familie wurde durch Knodt auf den Ort Crainfeld im Vogelsberg zurückgeführt.

## Kultur und Sehenswürdigkeiten

### Vereine
In Crainfeld bestehen heute folgende Vereine und Vereinigungen (Gründungsjahr in Klammern):
- Evangelischer Kirchenchor Crainfeld (1903)
- Freiwillige Feuerwehr Crainfeld (1934)
- Turn- und Sportverein 06 Grebenhain (1967, Fusion der SG 1946 Crainfeld und des TSV 1906 Grebenhain)
- Schützenverein Crainfeld (1975)
- Landfrauenverein Crainfeld (1977)
- Kirmesgesellschaft Crainfeld (1985)

### Bauwerke

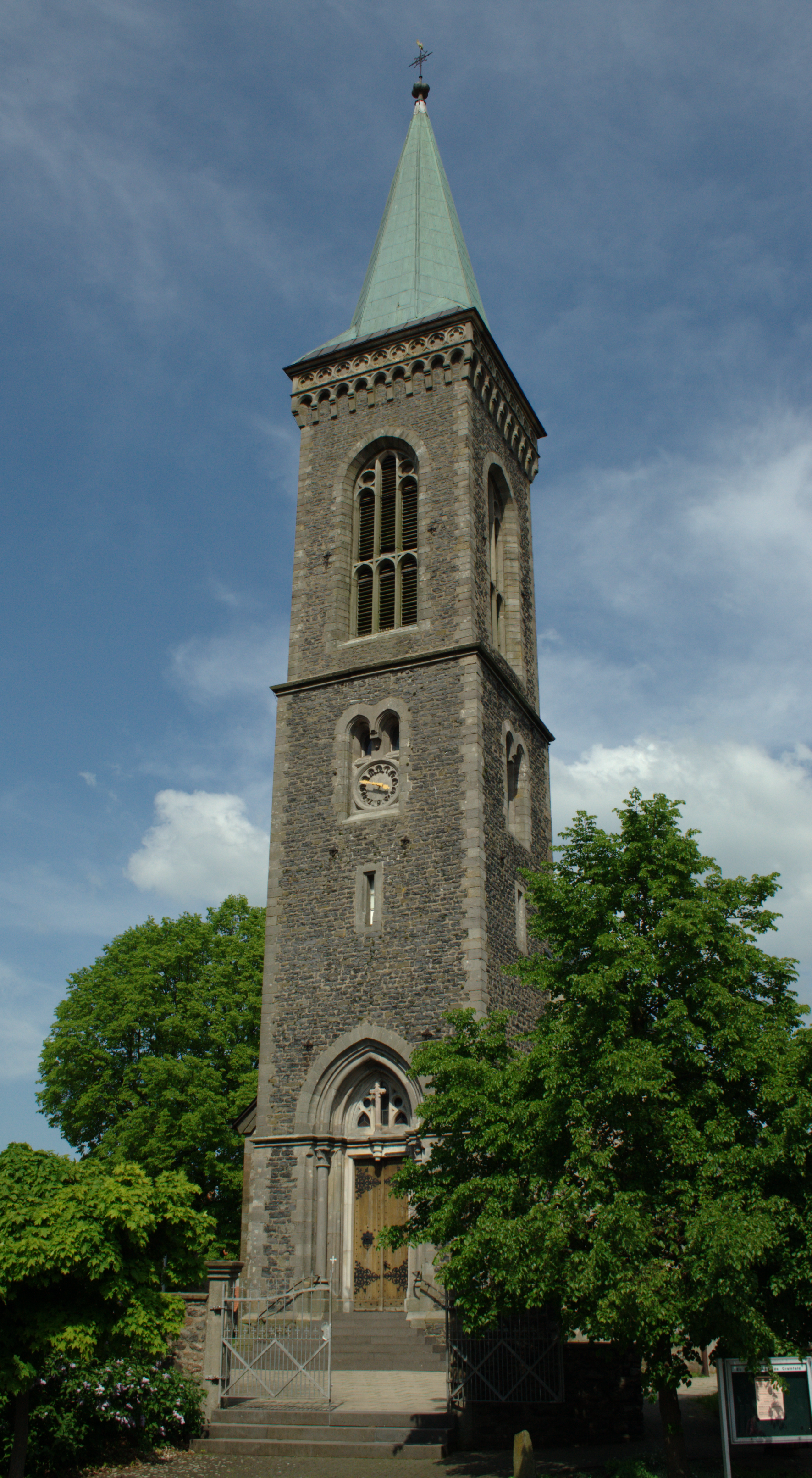
Turm der evangelischen Kirche in Crainfeld

#### Evangelische Pfarrkirche
Die Crainfelder Kirche ist das älteste Bauwerk des Ortes. Bereits 1011 wurde eine dem heiligen Ulrich geweihte Kirche errichtet. Ältester Bestandteil der Kirche ist heute der romanische Taufstein. Im Jahr 1342 wird ein dem heiligen Nikolaus geweihter Altar erwähnt. Seit der Reformation hatte das Patrozinium der Kirche aber keinerlei Bedeutung.
Nach 1300 erfolgten der Bau des Langhauses, des Chorraums und der Sakristei mit einer gotischen Gewölbedecke. Bei der Plünderung und Zerstörung Crainfelds am 1. Juni 1622 wurde die Kirche niedergebrannt und 1625–1629 in etwas vereinfachter Form mit einer Flachdecke wiederaufgebaut. Die Innenausstattung geht wohl noch auf eine 1667 vorgenommene Renovierung zurück. 1858 wurde der mittelalterliche Kirchturm wegen Baufälligkeit abgebrochen und an seiner Stelle ein schlanker neugotischer Turm mit einer Höhe von 48 Metern errichtet, der als Vogelsberger Bleistift ein weithin sichtbares Wahrzeichen ist. Bis 1865 folgte eine Restaurierung des Kirchenschiffs, verbunden mit dem Abbruch der mittelalterlichen Sakristei. Die heutige Gestaltung des Innenraums geht wesentlich auf eine 1934 vorgenommene Renovierung zurück.
Die vier Glocken im Kirchturm stammen aus den Jahren 1627, 1775, 1799 und 1991. Eine Orgel befindet sich seit 1666 in der Kirche. Die gegenwärtige, insgesamt die vierte, verrichtet seit 1990 ihren Dienst.
Bis 1825 befand sich rund um die Kirche noch der alte Crainfelder Friedhof.

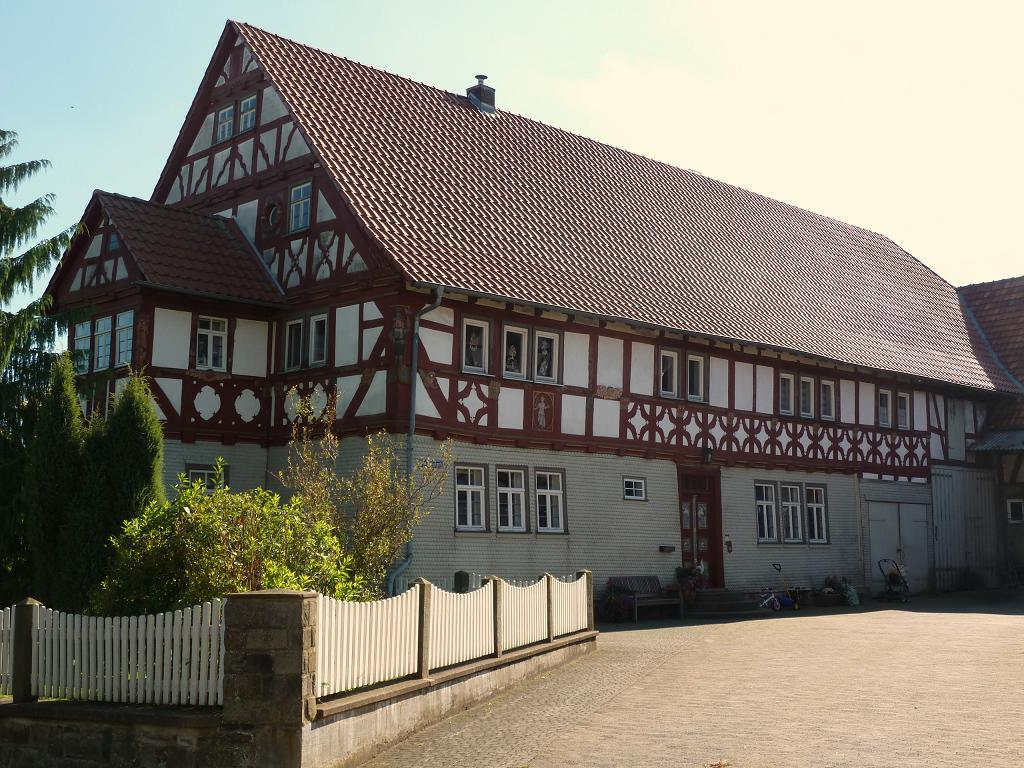
Edelhof, erbaut 1685

#### Edelhof
In der Ortsmitte gegenüber der Kirche steht das frühere Wohn- und Amtshaus der Oberschultheißen des Gerichts Crainfeld, der Edelhof. Im Jahr 1685 ließ der damalige Schultheiß Heinrich Christoph Ellenberger das prächtige Fachwerkhaus, wohl anstelle eines Vorgängergebäudes, erbauten. Es wird dem Zimmermann Hans Muth zugeschrieben.
Bis 1826 war das Haus im Eigentum der Schultheißenfamilie Ellenberger und deren Nachfahren. Viele der Schnitzereien, wie z. B. eine Justitia, weisen noch heute auf das von den Besitzern ausgeübte Amt hin. Neben der dem gleichen Zimmermann zugeschriebenen Teufelsmühle in Ilbeshausen (erbaut 1691) ist der Edelhof einer der bedeutendsten Fachwerkbauten in Oberhessen und steht seit 1904 unter Denkmalschutz.

#### Jüdischer Friedhof
Der jüdische Friedhof nördlich des Ortes oberhalb der Straße nach Bannerod ist heute die letzte sichtbare Erinnerung an die einstige jüdische Gemeinde. Er wurde wahrscheinlich im frühen 19. Jahrhundert angelegt und im Jahr 1858 erweitert. Der Friedhof umfasst heute noch 75 Grabsteine und Grabstätten. Die letzte Bestattung fand im Jahr 1937 statt.

#### Historischer Ortskern
Von einem historischen Ortskern als solchem kann man in Bezug auf Crainfeld erst seit Beginn der 1990er Jahre sprechen, als durch die Ausweisung von Neubaugebieten eine Differenzierung von altem und neuem Siedlungsbereich auftrat.
Der Ortskern hat geschichtlich bedingt, im Unterschied zu den üblichen Haufendörfern der Umgebung, die Form eines Straßendorfes. Im Regionalplan von Mittelhessen wird Crainfeld als Ortsteil mit kulturhistorisch wertvoller Siedlungssubstanz hervorgehoben. Trotz teilweise erheblicher Modernisierungen und Bausünden seit etwa 1960 ist das Ortsbild noch heute von vielen Fachwerkhäusern aus dem frühen 18. bis frühen 20. Jahrhundert geprägt. Vorherrschend unter ihnen ist die regionale Hausform des Vogelsberger Einhauses. Hervorzuheben ist das Haus Nebenstraße 1 aus dem Jahr 1712 gegenüber dem Edelhof mit reichen Ziergefachen. Das ebenfalls sehenswerte Pfarrhaus unterhalb der Kirche stammt aus dem Jahr 1768.

## Wirtschaft und Infrastruktur

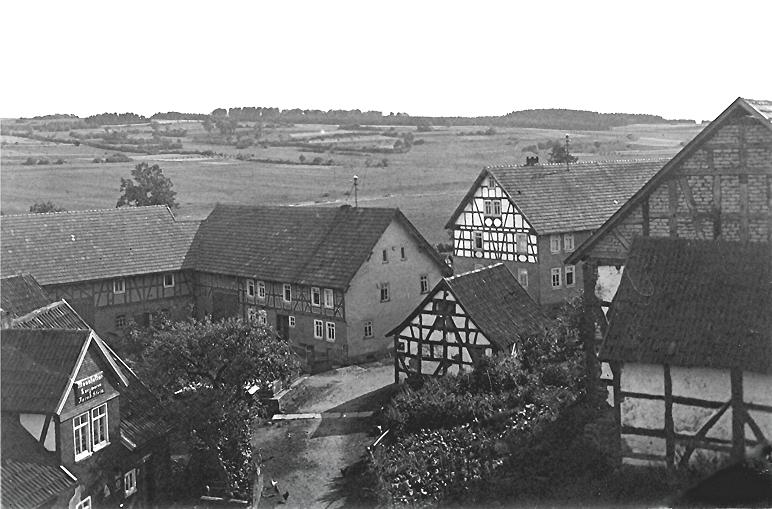
Crainfeld um 1930

Die wirtschaftliche Entwicklung von Crainfeld wurde vor allem durch seine verkehrsgünstige Lage an der Kreuzung zweier mittelalterlicher Handelsstraßen, der linken Nidderstraße und der Weinstraße, der Funktion als Gerichtssitz und Pfarrdorf, sowie der Ansiedlung einer jüdischen Gemeinde beeinflusst. Nach dem Bau der heutigen B 275 zwischen 1831 und 1857 wurde es in seiner Bedeutung allmählich von Grebenhain verdrängt, doch ist heute noch eine größere Anzahl von Gewerbebetrieben als in den meisten anderen Ortsteilen der Großgemeinde Grebenhain anzutreffen.
Neben der bis nach dem Zweiten Weltkrieg wie in anderen Vogelsbergorten vorherrschenden Landwirtschaft war eine überdurchschnittlich hohe Zahl von Handwerkern und Händlern in Crainfeld ansässig. Die wirtschaftliche Struktur der Ortsbevölkerung gliederte sich 1933 zu 65,7 % in den Bereich Land- und Forstwirtschaft, zu 16,7 % in den Bereich Industrie und Handwerk und zu 9,3 % in den Bereich Handel und Verkehr. Unter den Handwerksberufen sind die Schreiner zu erwähnen, von denen die Schreinerei Flach seit 1852 als Familienbetrieb besteht. Crainfeld war vor 1933 ein lokales Zentrum des Viehhandels, der ausschließlich von jüdischen Ortsbürgern ausgeübt wurde, die mit einer Ausnahme auch alle Kaufläden im Ort betrieben.
Die Bauernhöfe waren Fachwerkhäuser in der Form des regionaltypischen Vogelsberger Einhauses. Noch um 1930 gab es 60 Vollerwerbsbetriebe im heutigen Sinn.
Vor 1945 gab es in Crainfeld drei Gastwirtschaften, von denen der jetzige Vogelsberger Hof bis heute besteht. Die letzte der drei Crainfelder Mühlen stellte jedoch bereits 1915 ihren Betrieb ein.
Ab den 1950er Jahren nahm auch Crainfeld allmählich Züge eines Arbeitspendler-Wohnortes an, doch ist es aufgrund der dort ansässigen Gewerbebetriebe nach wie vor kein reines Schlafdorf wie andere Orte der Umgebung. Fast vollständig verschwunden ist jedoch die Landwirtschaft, da im Zuge des Strukturwandels nach und nach fast alle landwirtschaftlichen Betriebe aufgegeben wurden. Heute bestehen noch zwei Gastwirtschaften, zwei Metzgereien, zwei Läden, eine Schreinerei, eine Zimmerei, ein Dachdeckerbetrieb und ein Installateurbetrieb. Viele Ortseinwohner pendeln jedoch auch zu Arbeitsplätzen in Grebenhain oder benachbarten Gemeinden.

### Windpark

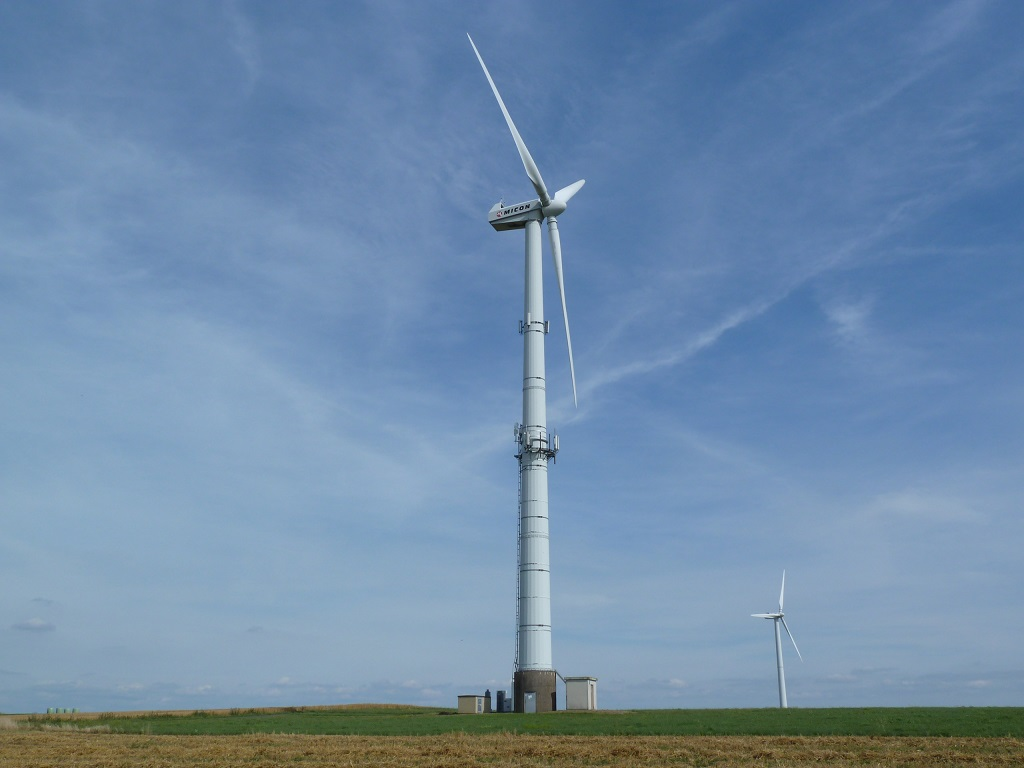
Windkraftanlage auf dem Maienberg

Auf dem 503 m hohen Maienberg östlich des Ortes wurde im Dezember 1995 ein Windpark mit vier Windkraftanlagen des Typs Micon M1500-600 in Betrieb genommen. Mit einer zur Bauzeit üblichen Nennleistung von je 600 kW zählen diese Anlagen des heute nicht mehr existierenden dänischen Herstellers Micon mittlerweile zu den leistungsschwächeren Typen und befinden sich auch nicht mehr in Produktion. Gebaut wurde der Windpark durch die Beteiligungsgesellschaft Ventus in Wiesbaden. Die Projektierung erfolgte durch die 1994 in Osnabrück gegründete und später weltweit bei der Entwicklung und beim Betrieb von Windparks tätige EnerSys GmbH, welche seit 2006 zur wpd AG gehört.

### Verkehr
Crainfeld ist über die Kreisstraße 100 mit dem benachbarten Grebenhain verbunden und damit von der Bundesstraße 275 aus einfach zu erreichen. Nördlich des Ortes verläuft außerdem die Landesstraße 3178 von Grebenhain nach Freiensteinau.
Seit dem Jahr 2000 ist auf der Trasse der ehemaligen Oberwaldbahn der Vulkanradweg entstanden, der mittlerweile Bestandteil des überregionalen BahnRadweg Hessen ist.

## Persönlichkeiten
- Heinrich Schmalbach (1838–1909), 1876–1909 Bürgermeister von Crainfeld und 1876–1884 sowie 1896–1909 Abgeordneter im Landtag des Großherzogtums Hessen, geboren in Crainfeld.
- Maximilian Ziegler (geb. 1992), seit 2024 Mitglied des Hessischen Landtags